# Waldo (Ohio)
Waldo – wieś w Stanach Zjednoczonych, w stanie Ohio, w hrabstwie Marion.